# 26.º Prêmio Angelo Agostini
O 26.º Prêmio Angelo Agostini (também chamado Troféu Angelo Agostini) foi um evento organizado pela Associação dos Quadrinhistas e Caricaturistas do Estado de São Paulo (ACQ-ESP) com o propósito de premiar os melhores lançamentos brasileiros de quadrinhos de 2009 em diferentes categorias.
A entrega dos troféus ocorreu após um evento que envolveu a exibição do filme Tanga (Deu no New York Times?), roteirizado e encenado por Henfil, e a palestra "A Divulgação dos Quadrinhos na Internet", com as presenças de Carlos Costa (HQ Maniacs), Fábio Sales (HQ Além dos Balões), Paulo Ramos (Blog dos Quadrinhos), Renato Lebeau (Impulso HQ), Rodrigo Febrônio (Banca dos Quadrinhos) e Sidney Gusman (Universo HQ). Além disso, durante todo o evento (que também marcava os 100 anos da morte de Angelo Agostini) teve um espaço para a venda de revistas independentes de autores nacionais organizada pelo coletivo Quarto Mundo e a criação de uma HQ coletiva gigante aberta à participação de todos os presentes.

## Prêmios
| Categoria                    | Vencedores                                                               |
| ---------------------------- | ------------------------------------------------------------------------ |
| Mestre do Quadrinho Nacional | Franco de Rosa                                                           |
| Mestre do Quadrinho Nacional | Henrique Magalhães                                                       |
| Mestre do Quadrinho Nacional | Rodval Mathias                                                           |
| Desenhista                   | Adauto Silva                                                             |
| Roteirista                   | Laudo Ferreira Jr.                                                       |
| Lançamento                   | Roko-Loko e Adrina-Lina: Hey Ho, Let's Go! Marcio Baraldi (Rock Brigade) |
| Troféu Jayme Cortez          | José Salles                                                              |
| Fanzine                      | QI Edgard Guimarães                                                      |
| Cartunista                   | Sivanildo Sill                                                           |